# Sinularia pavida
Sinularia pavida är en korallart som beskrevs av Tixier-Durivault 1970. Sinularia pavida ingår i släktet Sinularia och familjen läderkoraller. Inga underarter finns listade i Catalogue of Life.